# 本·弗蘭克斯
本·弗蘭克斯（英語：Ben Franks；1984年3月27日—）是一位新西蘭橄欖球運動員。他是新西蘭國家橄欖球隊的一員，代表新西蘭參加了2015年世界盃橄欖球賽。